# 佐藤市雄
佐藤 市雄（さとう いちお、1951年8月22日 - ）は、旭化成陸上部に所属していた陸上競技選手。宮崎中央高校出身。
全日本実業団対抗駅伝競走大会において歴代全選手中最多となる10回の区間賞を獲得。また、1979年から1984年の間には6年連続で区間賞を獲得しており、この連続区間賞記録も全選手中最高である。1973年アジア選手権では5000mと10000mで二冠を果たした。現役引退後は沖電気工業でコーチ、デオデオ、ユニクロなどで監督を務めた。佐藤の影響で陸上競技を始めた孫の佐藤愛斗は、大学駅伝の強豪・青山学院大学陸上競技部に所属している 。

## 主な成績
日本陸上競技選手権大会
- 1971年第55回大会-5000m優勝 :14分12秒4
- 1973年第57回大会-5000m優勝 :13分59秒2 / 10000m優勝 :28分48秒4

全日本実業団駅伝
- 1970年-3区区間賞
- 1971年-3区区間賞
- 1972年-7区区間賞
- 1975年-1区区間賞(旭化成優勝)
- 1979年-1区区間賞(旭化成優勝)
- 1980年-4区区間賞(旭化成優勝)
- 1981年-7区区間賞(旭化成優勝)
- 1982年-7区区間賞(旭化成優勝)
- 1983年-7区区間賞(旭化成優勝)
- 1984年-4区区間賞

## 自己ベスト
- 5000m 公認:13分59秒2
- 10000m 公認：28分43秒8